# De Noord
De Noord est un village de la commune néerlandaise de Heerhugowaard, dans la province de la Hollande-Septentrionale. En 2009, le village comptait environ 1 500 habitants.